# Красная Речка (Красноярский край)
Красная Речка — деревня в Боготольском районе Красноярского края России. Входит в состав Краснозаводского сельсовета. Находится на левом берегу реки Чулым, примерно в 30 км к востоку-северо-востоку (ENE) от районного центра, города Боготол, на высоте 212 метров над уровнем моря.
Краснореченская волость, центр — село Краснореченское 1804, Мариинский уезд, Томская губерния (XVIII век и до 1822, до создания Ачинского уезда Енисейской губернии).
На 1859 год в селе было 26 дворов, 153 жителя; на 1885 г. — 38 дворов; на 1899 г. — 87 крестьянских, 6 не крестьянских дворов, 502 жителя, домашняя школа, винокуренный завод купца Королева, общественное питейное заведение, 4 торговых лавки; на 904 г. — 114 дворов, 574 жителя, домашняя школа, 4 торговых лавки, казенная винная лавка; на 1911 г. — 127 дворов, 959 жителей, каменная церковь, сельское училище, бакалейная лавка, хлебозапасный магазин. Жители селения посещали церковь во имя Архистратига Божия Михаила и во имя Святых Первоверховных апостолов Петра и Павла. Церковь построена в 1801 году. Краснореченский приход относился к Благочинию 12-го округа Томской епархии (на 1914 год).

## Население
| 2010 |
| ---- |
| 344  |

Гендерный состав
По данным Всероссийской переписи населения 2010 года 165 мужчин и 179 женщин из 344 чел.

## Транспорт
Вблизи деревни проходит автотрасса федерального значения М53 «Байкал».

## Улицы
Уличная сеть деревни состоит из 4 улиц.